# 日耳曼語強變化動詞
在日耳曼語言中，強變化動詞是指藉由源自印歐元音變換的母音變化來構造時態的動詞。像英語的「sing-sang-sung」即其一例。英語的「Strong verb」一詞譯自德語的「Starkes Verb」，德語的該詞則是由語言學家雅各布·格林所創，這類動詞與藉由齒音後綴來構造過去時的「弱變化動詞」(schwaches Verb)形成對比。 
本文主要討論英語、德語和荷蘭語等及過往存在的古英語、古高地德語和古荷蘭語等西日耳曼語言的強變化動詞的形式。對於這些動詞的其他面向，請參見日耳曼語動詞一文。 

## 變化解說
以下以古英語二類動詞bēodan(意即「命令」，對應至英語的bid)做為強變化動詞詞幹母音變化的範例，這動詞它有著以下的形式：
| 不定式 | 臥不定式(Supine) | 現在直陳形                                                 | 現在虛擬形                                                | 過去直陳形                                          | 過去虛擬形                                          | 命令形                          | 過去分詞形 |
| bēodan | tō bēodenne      | ic bēode þū bīetst hē bīett wē bēodað gē bēodað hīe bēodað | ic bēode þū bēode hē bēode wē bēoden gē bēoden hīe bēoden | ic bēad þū bude hē bēad wē budon gē budon hīe budon | ic bude þū bude hē bude wē buden gē buden hīe buden | - bēode! - bēodað!, bēode gē! - | geboden    |

雖然這屈折多少是規則的，但在對印歐元音變換系統缺乏了解的狀況下，會怎麼變是不可預測的，而學生也因此得將「bēodan, bīett, bēad, budon, boden」的主要規則給記在心裡。這五條主要的規則如下：
1. 不定形bēodan：相同的母音用於現在時變化多數的地方。
2. 第三人稱單數現在時形bīett：相同的母音亦用於第二人稱單數中。
3. 第一人稱單數過去時形(源自原印歐語完成形)bēad：它與第三人稱單數形相同。
4. 眾數過去時形budon：相同的母音亦用於第二人稱單數中。
5. 過去分詞形(源自原印歐語動名詞)boden：它只用於分詞中

嚴格來講，這個動詞的變音只有三個形式，它變化的第一和第二部份源自原印歐語的e-grade；第三部份源自o-grad；第四和第五部份則源自zero-grade。其他部份的區別則是因「母音變音」(Metaphony)對詞幹的影響而起：變化的第二部份與第一部份若有別的話，其間之區別必是因另起的日耳曼語詞幹母音變音(Germanic umlaut)而出現的；另外在一些動詞中，第五部份的變化是源自一個獨立的詞幹母音類的，但在此二類動詞中，它第五部份的變化是由受a-變音(a-mutation)影響的第四部份轉化而來的。

## 動詞種類
六種不同的變音系列(德語所謂的Ablautreihe)存在於日耳曼語言的強變化動詞中。它們可被分成六種不同的變音類。
原印歐語中的動詞變化亦有幾種可能的詞幹變音形式。日耳曼語言多數的強變化動詞基於其中的四種。以下為方便比較，因此時態等的名稱和各種變音模式相對應的日耳曼語變音類的名稱會被以日耳曼語中相對應的名稱標出。但其中的詞幹母音依舊使用未有書面紀錄的原印歐語的形式標明。
|                    | 現在時 (第一和第二部份) | 單數完成時 (第三部份) | 眾數完成時 (第四部份) | 動名詞/過去分詞 (第五部份) | 相對應的日耳曼語變音類 |
| 標準模式           | e                       | o                     | zero                  | zero                       | 一到三類動詞           |
| Zero-grade替代模式 | e                       | o                     | ē                     | zero                       | 四類動詞               |
| Zero-grade替代模式 | e                       | o                     | ē                     | e                          | 五類動詞               |
| 以a-母音為主的模式 | a                       | ō                     | ō                     | a                          | 六類動詞               |

原印歐語的標準模式在日耳曼語言中最好的反映為三類動詞。一類和二類動詞亦由此模式而來，但其在日耳曼語中反映的形式分別受到後方在之後融入詞幹母音的半母音i/j和u/v的影響。
日耳曼語言四類和五類動詞在原印歐語的祖先形式包含了無法和zero-grade形式「相容」的子音結構，也因此這些動詞中以e-grade和加長e-grade(lengthend e-grade)的形式取代原有的兩個zero-grade的形式的其中一個，或兩個zero-grade的形式都一併取代。也因此可輕易地解釋說一到五類動詞都是由單一的基本模式發所發展而來的。
六類動詞的問題比較大。對於原始印歐語的a-母音的存在性是頗具爭議的。不論怎麼說，多數原印歐語中的/a/都可解釋成是由較早期的喉音h2所發展而來的。對於這過程的詳情依舊是有討論空間的，但可想而知，日耳曼語現在時的詞幹曾經經歷過h2e → a這樣的變化。若然，則六類動詞的詞幹母音變化在事實上亦是標準模式的一種變化形式。
除了這六種變音系列外，日耳曼語在過去亦有具疊詞形式的動詞存在，這些具疊詞形式的動詞在日耳曼語中失去了其疊詞形式，並簡化成了較為連通、可能被認為是「七類動詞」的詞幹變音形式。然而在一些動詞中，一些動詞依舊部份地保有疊詞的形式，尤其所謂的ri-動詞(ri-verbs)更是如此。在哥德語中，這些動詞的疊詞形式依舊存在。
盎格魯-撒克遜學者亨利‧司威特(Henry Sweet)曾賦予這七類動詞變音類「the "drive conjugation"」、「the "choose conjugation"」之類的名稱。但這些類別通常都單以數字標明耳。

## 一般的發展過程
在分別檢視這七類動詞變音類前，檢視影響所有類別發展的變化是有幫助的。以下是與這變音系統相關的音變：
從原印歐語到原日耳曼語的變化：
- 一般性的音變：o > a；ei > ī；oi > ai；ou > au
- 在帶有流音的詞的zero-grade中，做為插入音的u出現在流音前。
- 因維爾納定律造成的語法子音變換(grammatischer Wechsel，在出現變音的詞幹母音後方的、與語法變化相關的子音的變化)的發展。
- 詞幹母音變音─由後方音節的i、ī或j觸發的、使e變成i的發音變化。這變化影響了二類、三類b子類、四類和五類動詞的第二人稱與第三人稱單數現在形。*Wandel─和(日耳曼語)詞幹母音變音有相同影響的變化，但它乃是由在母音後方的鼻音或其他「前」子音而起。這變化影響了三類a子類部份動詞，其所有的現在時(不定式亦受影響)的詞幹形式，也影響了部份二類動詞。

從原日耳曼語至哥德語的變化：
- 與e的融合：在所有的情況下，e > i
- 在r和h前，高母音的「高度」降低：i > e (拼作<ai>)；u > o (拼作<au>)
- ī拼作<ei>

從原日耳曼語至北日耳曼語和西日耳曼語的變化：
- 對後母音造成影響的詞幹母音變音，這影響了六類動詞的變化。
- a-變音─因後方音節的母音a而起的母音變化。這變化影響了有著後綴-an的分詞形式，而在音節間有鼻音+子音形式子音叢集的單詞則不出現此變化。

從原日耳曼語至古英語的變化：
- 一般的音變：ai > ā；eu > ēo；au > ēa
- 在一些子音前產生的母音分裂(Vowel breaking)現象：a > ea；e > eo
- 「西撒克遜語顎音化」：在g後方，i > ie

古英語至現代英語的變化：
- 元音大推移

從原日耳曼語至古高地德語的變化：
- 一般的音變：ai > ei；au > ou
- 在u前，e > i
- 古高地德語單母音化：在日爾曼語r、h與w前方，ei > ē；在日耳曼語齒音(þ、đ、t、n、l、s、z和r等)和h前方，ou > ō

古高地德語至現代德語的變化：
- 一般的音變：io > ī(拼作<ie>)；ou > au
- 中古高地德語雙母音化：ī > ai(拼作<ei>)；ū > au；ȳ > ɔy (拼作<eu>或<äu>)
- 早期現代德語的母音長音化：在單子音前i > ī(拼作<ie>)

從原日耳曼語至早期中古荷蘭語的變化：
- 一般的音變：ai > ē；au > ō；eu > io > ie；ē2 > ie；ō > ue (一般拼作<oe>)
- 語音推移：u > o；ū > ȳ
- 在開音節中，母音變作長母音：e > ē；o > ō；a > ā，唯此變化在書寫上不作反映；而i則變作ē。

從中古荷蘭語到現代荷蘭語的變化：
- 長母音的雙母音化：ī > ei (拼作<ij>)；ȳ > œy(拼作<ui>)
- 開雙母音的單母音化：ie > i (依舊拼作<ie>)；ue > u (拼作<oe>)

從早其現代荷蘭語至南非荷蘭語的變化：
- 在南非荷蘭語中，前變化和弱變化動詞之間的區別消失，因此在南非荷蘭語中，所有的動詞都遵循著弱變化的模式。像例如荷蘭語的hij heeft gezongen在南非荷蘭語中變作hy het gesing(此可對應至英語的he sang/has sung/had sung)，而「他唱(現在形)」在南非荷蘭語中則作hy sing。在南非荷蘭語中，此片語沒有詞幹母音交替的現象，並和hy werk(意即「他工作(現在形)」)、hy het gewerk(此可對應至英語的he worked/has worked/had worked)遵循著相同的變化模式。南非荷蘭語甚至已失去了荷蘭語中區別現在形和不定形的詞形變化。

形塑動詞形式的其他變化：
- 在從原印歐語至日耳曼語族的發展過程中，原本的動名詞被用作日耳曼語全新時態系統的過去分詞。強調前綴(emphatic prefix)ge-被用作標明過去分詞的前綴(但此並非總是使用或不變的)。在英語中，這詞綴在中世紀時再次消失。

- 弱變化動詞在各日耳曼語言中的發展，意味著強變化動詞逐漸地失去其作用。基本上所有的新出現的動詞皆為弱變化動詞。許多強變化動詞隨著時間的經過，變成了弱變化動詞，因此強變化動詞的總數在各語言中是不斷遞減的。英語在此方面發展得比德語和荷蘭語都還來得更遠，一個例子是英語的「to help」，它過去的變化形式為「holp-holpen」，但現在它較常以弱變化(英語的「規則變化」)的方式來變位。反過來的現象，也就是弱變化動詞藉由類推變成強變化動詞，是較少見的。一些可能被某些人稱為「半強變化」(semi-strong)的動詞在過去式有弱變化的變位，但卻依舊保有強變化的分詞形，在少數情況下則相反。這類動詞在荷蘭語中較為常見：

lachen lachte (較早的形式為loech) gelachen (意即「笑」)
vragen vroeg (較早的形式為vraagde) gevraagd (意即「問」)
- 語音變化致使變化的子分類增加。除此之外，當變音系統逐漸地失去作用，使用者對其系統的規則性的意識也會逐漸減弱，這導致了不規則變化的出現，並減弱各大類動詞的一致性。當然，這過程在英語中也是走得最遠的。各子類藉由類推而重新取得一致化，進而使不規則性消滅的過程被稱為「水平化」(levelling)，這可在各類動詞發展史的不同時點中見到。

- 在中世紀的較晚期，這三個語言中單數過去形和眾數過去形間詞幹母音的分別消失，而新的、統一的過去時詞幹母音可能基於舊的單數過去形詞詞幹，也可能基於眾數過去形詞幹，有時甚至基於分詞形的詞幹母音。在英語中，這分別依舊存在於動詞「to be」當中：「I was」對「we were」；在荷蘭語中，其區別依舊存在於四類和五類動詞中，但只有母音長度的區別：「ik brak(意即「我打破」─詞幹母音為短母音a)」對「wij braken (意即「我們打破」─詞幹母音為長母音ā)」即其例；在德語和荷蘭語中，這區別依舊存在於「過去─現在時」動詞的現在時中。在林堡語中，這又有些不一致，像例如「幫助」這動詞在林堡語的眾數過去形為「(weer) hólpe」，但在單數形中可為「(ich) halp」或「(ich) hólp」。

- 在英語發展的過程中，許多的音變與類推變化使得強變化中的各類逐漸失去一致性，因而多數的變化類不再具有一致的規則存在，僅剩一類、三類和四類動詞依舊有跟隨著大原則的變化子類存在。

## 一類動詞
一類(強變化)動詞，也就是司威特所謂的「drive conjugation」，表示所有源自於原印歐語中變音的詞幹母音後方接/i/的動詞。在原印歐語時期這組合(在其他狀況)是個雙母音或(在zero-grade中)的單母音i。日耳曼語言通常的、與此動詞相關的母音變換為ei > ī及oi > ai。母音變音(Metaphony)對此類動詞並無影響。此類動詞可與拉丁語的venio(意即「我來」)的不定形venire、完成主動直陳形vēni和未來主動直陳形venturus相比擬。
|              | 第一部份 | 第二部份 | 第三部份 | 第四部份 | 第五部份 |
| 變音的grade  | e        | e        | o        | zero     | zero     |
| 原始印歐語   | ei       | ei       | oi       | i        | i        |
| 原始日耳曼語 | ī        | ī        | ai       | i        | i        |
| 古英語       | ī        | ī        | ā        | i        | i        |
| 中古荷蘭語   | ī        | ī        | ē        | ē        | ē        |
| 古高地德語   | ī        | ī        | ei/ē     | i        | i        |
| 哥德語       | ei       | ei       | ai       | i        | i        |
| 古諾爾斯語   | í        | í        | ei       | i        | i        |

在古英語中，原日耳曼語的ai變成ā。
- rīdan  (意即「騎乘」)
- wrītan  (意即「寫」)
- scīnan  (意即「照耀」)

現代英語經歷了ī的雙母音化(雖然很多時候它依舊拼寫成i)及ā > ō的推移。同時現代英語的過去時也由古英語的單數過去形發展而來，同時在shine這個字的狀況中，其過去分詞形和單數過去形合併。以上這些動詞在現代英語中對各時態的反映如下：
- ride rode ridden
- write wrote written
- shine shone shone

在現代英語中屬一類動詞的強變化動詞(除了abide和override等派生動詞外)有bide、bite、chide、drive、hide、ride、rise、shine、shrive、smite、stride、strike、strive、thrive、write等等。然而，當注意到的是，雖然這些動詞它們在不定形中的詞幹母音相同，但在其他變形中它們的形式不再彼此相關，例如bite (bit bitten)、 ride (rode ridden)、 shine (shone shone)和strike(struck struck/stricken，它的struck和stricken用於不同的涵義)等的變化模式，就彼此不同，但其他的動詞，也就是bide、drive、ride、rise、smite、stride、strive、write等，依舊組成一個多少相互連貫的子類。
多數屬此類的動詞都是由古英語一類變化動詞而來，然而以下幾個狀況是要特別說明的：
- 法語借詞strive(儘管它在事實上是法蘭克語(Frankish language)一類(強變化)動詞來的動詞)是一個藉由對drive這動詞進行類推而來的一類動詞。
- 与此相似，動詞thrive也是類似的狀況，它一樣是藉由對drive這動詞進行類推而來的，這動詞的古英語祖先是弱變化動詞，並是由古諾爾斯語的動詞þrífa(這動詞在古諾爾斯語裡也是一類變化動詞，其意為「抓握」)而來的。
- hide這動詞在古英語祖先hȳdan是個弱變化動詞。

除此之外，writhe這動詞也是英語的一類動詞，它的強變化形式(wrothe writhen)只見於古式的用法中。
關於英語各強變化動詞的主要部份可參見Wiktionary appendix: Irregular English verbs
在古高地德語中，原日耳曼語的ai變作ei，然後這母音在經由古高地德語單母音化的過程，而在軟顎音前變作ē。因此古高地德語的一類動詞有兩個子類，動詞屬哪個子類以其單數過去形來決定：
- 1a(一類a子類)：rītan rītu reit ritum giritan (意即「騎乘」)
- 1b(一類b子類)：līhan līhu lēh ligum giligan (意即「借予」─注意此動詞有著語法子音變換的現象。)

就如現代英語般，現代德語亦經歷了ī變作雙母音的過程(雙母音化後的ī在現代德語中拼作ei)。而現代德語此類動詞的過去時形式源自於古代的眾數過去形，因此這兩類動詞的區別消失了。不過一個新的劃分因過去時中的i在單一子音前變作長音(拼作ie)之故而出現。reiten和leihen在此再次做為範例，不過要注意的是，許多古高地德語一類a子類的動詞在現代德語中屬於長母音類的動詞：
- (短母音類short vowel) reiten ritt geritten (意即「騎乘」)
- (長母音類long vowel) leihen lieh geliehen (意即「借予」)

現代德語的一類動詞如下：
- 過去時用短母音的動詞：beißen、bleichen、gleichen、gleiten、greifen、leiden、pfeifen、reißen、reiten、scheißen、schleichen、schleifen、schleißen、schmeißen、schneiden、schreiten、spleißen、streichen、streiten、weichen (以及藉由類推而來的、本是弱變化動詞的kneifen)
- 過去時用長母音的動詞：bleiben、gedeihen、leihen、meiden、reiben、scheiden、scheinen、schreiben、schreien、schweigen、speien、steigen、treiben、verzeihen、weisen (以及藉由類推而來的、本是弱變化動詞的preisen)

在荷蘭語中，一類動詞依舊相當地規律，並遵循著以下的模式：
- grijpen greep gegrepen

像bezwijken、bijten、blijken、blijven、drijven、glijden、grijpen、hijsen、kijken、knijpen、krijgen、lijden、lijken、mijden、prijzen、rijden、rijzen、schijnen、schijten、schrijden、schrijven、slijpen、slijten、smijten、spijten、splijten、stijgen、strijden、strijken、verdwijnen、vermijden、wijken、wijzen、wrijven、zwijgen等皆為荷蘭語的一類動詞。
一個哥德語的例子如下：
- dreiban draif dribun dribans

## 二類動詞
二類(強變化)動詞，也就是司威特所謂的「choose conjugation」，表示所有源自於原印歐語中變音的詞幹母音後方接/u/的動詞。因此在原印歐語中它和一類動詞非常相似。日耳曼語言通常的、與此動詞相關的母音變換為ou > au。在兩個分別的母音變化的過程中，現在時單數形(第二部份)中的詞幹母音，受詞綴屈折的/i/音的影響，發生了詞幹母音變音(所謂的Umlaut，在此為 eu > iu)；而過去分詞(第五部份)中的/u/則因詞綴屈折的/a/的影響而被同化。一小部份的此類動詞，因一些尚未完全獲得解釋的原因，其現在時詞幹(第一部份和第二部份)有著母音ū，這「異常的」形式似乎可追溯自原始印歐語的時代。
|              | 第一部份 | 第二部份 | 第三部份 | 第四部份 | 第五部份 |
| 變音的grade  | e        | e        | o        | zero     | zero     |
| 原始印歐語   | eu       | eu       | ou       | u        | u        |
| 原始日耳曼語 | eu       | eu       | au       | u        | o        |
| 古英語       | ēo       | īe       | ēa       | u        | o        |
| 中古荷蘭語   | ie / ȳ   | ie / ȳ   | ō        | ō        | ō        |
| 古高地德語   | io       | iu       | ou / ō   | u        | o        |
| 哥德語       | iu       | iu       | au       | u        | u        |
| 古諾爾斯語   | jú       | ý        | au       | u        | u        |

在古英語中，原始日耳曼語的eu變成ēo。
- scēotan scīett scēat scuton scoten (意即「射擊」)
- bēodan bīett bēad budon boden (意即「命令、吩咐」)
- flēogan flīehþ flēag flugon flogen (意即「飛」)
- cēosan cīest cēas curon coren (意即「選擇」─注意此動詞有著語法子音變換的現象)

古英語中現在時詞幹有著母音ū的一個例子：
- scūfan scŷfþ scēaf scufon scofen (意即「推、推擠」)

在現代英語中，有一小群的動詞以其過去分詞的o母音和過去時的母音同化而自成一類：
- choose chose chosen
- fly flew flown

現代英語的二類動詞有choose、cleave、dive (AE)、fly、freeze等等，它們並不構成一個一致的類別，因為每個動詞的不規則性和其他的都不同。
在古高地德語中，此類動詞通常的變化模式為：
- biogan biugu boug bugum gibogan (意即「彎曲」)

古高地德語中現在時詞幹有著母音ū的一個例子：
- sūfan siufu souf sufum gisofan (意即「喝」"to drink")

現在時詞幹受Wandel影響的一個例子：
- briuwan briuwu brou brūwum gibrūwan (意即「釀造」)

一個有時稱作「2類b子類」(Class 2b)的小類，其動詞詞幹在單數過去時形中受古高地德語單母音化的影響：
- biotan biutu bōt butum gibotan (意即「提供」)

從古高地德語到現代德語的音變為io > ie 以及 ou > o 等。現代德語此類動詞的過去形是基於古高地德語的單數過去形的：
- biegen bog gebogen (意即「彎曲」)
- schieben schob geschoben (意即「推」)
- saugen sog gesogen (意即「吸」)

現代德語的二類動詞有biegen、bieten、fliegen、fliehen、fließen、frieren、genießen、gießen、klieben、kriechen、riechen、schieben、schießen、schließen、sprießen、stieben、verlieren、ziehen等；現在時詞幹有著母音ū的動詞為saufen和saugen等。
現代德語中兩個較為「怪異」的二類動詞為lügen (意即「說謊」)和trügen (意即「欺騙」)。毫無疑問地，這乃是因對中古高地德語的動詞liegen和ligen(屬五類動詞)進行消歧義之故，因為這兩個動詞的發音在早期現代德語中聽起來相同。Trügen則受此動詞影響，因為在押韻上，這兩個動詞常常安排在一起。
荷蘭語中的二類動詞則遵循著以下的模式：
- bedriegen bedroog bedrogen (意即「欺騙」)
- sluiten sloot gesloten (意即「關閉」)

在現在時詞幹中有著ui的發音的單詞源自古代的ū-現在時詞幹動詞，但令人感趣的是，這子類因許多在過去非ū-現在時詞幹的二類動詞藉由類推的過程而使其現在時出現了ui的發音，進而呈現了擴張的現象。現代荷蘭語中的二類動詞有bieden、genieten、gieten、kiezen、liegen、schieten、verliezen、vliegen、vriezen等等，其中ū-現在時詞幹有buigen、druipen、duiken、fluiten、kruipen、ruiken、schuilen、schuiven、snuiven、spuiten、stuiven、zuigen、zuipen等。
在古諾爾斯語中，其過去分詞形及現在眾數形，因同化(assimilation)之故而發生變化。
哥德語的例子如下：
- biudan bauþ budun budans
- lūkan lauk lukun lukans

## 三類動詞
三類(強變化)動詞，也就是司威特所謂的「bind conjugation」，表示所有源自於原印歐語中變音的詞幹母音後方接鼻音(n)和一個子音或流音(r/l)和一個子音的動詞。h接一個子音的狀況也有可能被分類到此類動詞中。因此此類動詞其可能的混合形式如下：
- 後接鼻音的狀況(3類a子類/Class 3a)：CVnC、CVnn、CVmC、CVmm
- 後接流音的狀況(3類b子類/Class 3b)： CVlC、CVll、CVrC、CVhC

在原印歐語的階段，鼻音和流音在zero-grade的形式中可充當母音一般的角色，這些充當母音的鼻音和流音在轉寫中寫成字母下加一個圈圈的形式。在日耳曼語言中，母音化的鼻音和流音消失，因此u這個母音被插入其間：l̥ > ul。詞幹母音變音(Umlaut)致使e > i這個變化在單數現在形中出現，但在有鼻音的狀況下，這變化在現在時所有形式的詞幹中出現，這狀況稱之為Wandel，它與一般的詞幹母音變音(Umlaut)相若，唯此變化是因鼻音而起。過去單數形的母音乃是因日耳曼語的母音推移o > a而起。在分詞形中，ul因母音變音(metaphony)而變成ol，唯此變化只發生在流音中，因鼻音的存在阻止了此變化。
|              | 第一部份      | 第二部份      | 第三部份       | 第四部份      | 第五部份      |
| 變音的grade  | e             | e             | o              | zero          | zero          |
| 原始印歐語   | en / el / er  | en / el / er  | on / ol / or   | n̥ / l̥ / r̥     | n̥ / l̥ / r̥     |
| 原始日耳曼語 | in / el / er  | in / il / ir  | an / al / ar   | un / ul / ur  | un / ol / or  |
| 古英語       | in / el / eor | in / il / ier | an / eal / ear | un / ul / ur  | un / ol / or  |
| 中古荷蘭語   | in / el / er  | in / el / er  | an / al / ar   | on / ol / or  | on / ol / or  |
| 古高地德語   | in / el / er  | in / il / ir  | an / al / ar   | un / ul / ur  | un / ol / or  |
| 哥德語       | in / il / aír | in / il / aír | an / al / ar   | un / ul / aúr | un / ul / aúr |

在古英語中，三類a子類和原日耳曼語時代時相比，僅有一些小變化。
- drincan drinceþ dranc druncon druncen (意即「喝」)
- bindan bindeþ band bundon bunden (意即「綁」)

三類b子類的單數過去形則歷經了稱為「Brechung」的雙母音化過程(在此為a > ea)；在r和h前，類似的變化亦影響了現在時的詞幹(e > eo)。
- helpan hilpþ healp hulpon holpen (意即「幫助」)
- delfan dilfþ dealf dulfon dolfen (意即「挖」)
- sweltan swilt swealt swulton swolten (意即「死去」)
- ceorfan cierfþ cearf curfon corfen (意即「剪切」或「刻」)
- feohtan fieht feaht fuhton fohten (意即「戰鬥」)

在g後方的母音發生了西薩克遜顎音雙母音化i > ie的現象：
- gieldan gieldeþ geald guldon golden (意即「支付」或「讓」)

三個動詞在單數過去時形式中有著「怪異」的母音æ，它們分別為berstan(意即「爆裂」)、bregdan (意即「拉」)和frignan(意即「問」)。
- berstan birst bærst burston borsten

在現代英語中，這個類別相對較大。這個類別依舊是相對規則的：現代英語中，此類動詞的過去形多半以古英語的單數過去形來構造，有時則以眾數過去形來構造。
- drink drank drunk(en)
- sing sang sung

然而一些「怪異」的狀況也存在。現代英語的三類動詞如下：
- 後接鼻音的動詞：begin、bind、cling、drink、find、fling、ring、run、shrink、sing、sink、sling、slink、spin、spring、sting、stink、string、swing、swim、win、wind、wring等
- 後接ll的動詞：swell等
- 後面原有「日耳曼語h」的動詞：fight等

現代英語的fling不能溯其源至古英語，它可能是古諾爾斯語的借詞。它的形式似乎是藉由對cling等動詞的類推而來的，ring和string等的狀況與之類似。
在古高地德語中，三類動詞的母音自原日耳曼語的時代起就沒有什麼變化：
- bindan bindu band bundum gibundan
- helfan hilfu half hulfum giholfan

現代德語藉古高地德語的單數過去形來構造過去形的形式。
- binden band gebunden
- helfen (hilf) half geholfen

然而，三類b子類過去分詞形的o已藉由類推而出現於某些三類a子類的動詞中，它也出現在某些動詞的過去形中：
- beginnen begann begonnen
- bergen barg geborgen (意即「拯救」)
- quellen quoll gequollen (意即「湧上」)

現代德語中的三類動詞如下：
- 三類a子類規則形(i-a-u)：binden、dringen、finden、gelingen、klingen、ringen、schlingen、schwinden、schwingen、singen、sinken、springen、stinken、trinken、zwingen等
- 過去分詞形母音為o取代的三類a子類動詞(i-a-o)：beginnen、gewinnen、rinnen、schwimmen等
- 過去形和過去分詞形母音為o取代的三類a子類動詞(i-o-o)：glimmen、klimmen等
- 三類b子類規則形(e-a-o)：befehlen、bergen; bersten、gelten、helfen、schelten、sterben、verderben、werben、werden、werfen等
- 過去形母音為o取代的三類b子類動詞(e-o-o)：dreschen、fechten、flechten、quellen、schmelzen、schwellen等

在荷蘭語中，三類a子類和許多三類b子類的動詞在過去形使用分詞形的詞幹母音，但有一些動詞在過去時中使用ie做為其詞幹母音，這可能是因為對七類動詞進行類推所造成的。以下是荷蘭語此類動詞的模式：
- binden bond gebonden
- bergen borg geborgen ("to store"意即「儲存」)
- helpen hielp geholpen

少數其他類的動詞藉由類推而和三類b子類動詞呈現一樣的變化，現代荷蘭語的三類動詞如下：
- 三類a子類動詞：beginnen、binden、blinken、dringen、drinken、dwingen、glimmen、klimmen、klinken、schrikken、springen、stinken、verzinnen、vinden、winnen、wringen、zingen、zinken等
- 原始的三類b子類動詞：bergen、gelden、schelden、smelten、vechten、zwellen等
- 藉類推而來的三類b子類動詞(括弧中為其原本的類別)：schenken、scheren (4)、treffen(4)、trekken (6)、wegen、zenden (3a)、zwemmen (3a)等
- 過去形中詞幹母音為ie的三類b子類動詞：bederven、helpen、sterven、werpen、zwerven等

在古諾爾斯語中，這個類別因多種不同的語音變化而形成15個左右的子類。

哥德語的例子如下：
- bindan band bundun bundans
- hilpan halp hulpun hulpans
- bairgan barg baurgun baurgans

## 四類動詞
四類(強變化)動詞，也就是司威特所謂的「Bear conjugation」，表示所有變音的詞幹母音後方接單一一個鼻音或流音的動詞。在日耳曼語言中，其分詞形式中的母音變成u。但在除哥德語以外的日耳曼語言當中，由於a-變音在只有詞幹母音後只有單一一個鼻音的狀況下依舊有作用之故，其詞幹的u變成了o。在日耳曼語言中，四類動詞不像三類般有子類的存在。
|              | 第一部份 | 第二部份 | 第三部份 | 第四部份 | 第五部份 |
| 變音的grade  | e        | e        | o        | ē        | zero     |
| 原始印歐語   | e        | e        | o        | ē        | Ø        |
| 原始日耳曼語 | e        | e        | a        | ē        | o        |
| 古英語       | e        | i        | æ        |          | o        |
| 中古荷蘭語   | e        | e        | a        | ā        | o        |
| 古高地德語   | e        | i        | a        | ā        | o        |
| 哥德語       | i        | i        | a        | e        | u        |

在古英語中，此類動詞一般的變化模式如下：
- beran bierþ bær  boren (意即「攜帶」)
- brecan bricþ bræc  brocen (意即「破」)

歷經西薩克森語雙母音化(West Saxon palatal diphthongization，此現象發生於古音語子音c和g之後)的形式：
- scieran scear scēaron scoren (意即「剪切」)

在西日耳曼語言中，與英語「come」同源的動詞為不規則變化，因此動詞最早以qu-開頭，而後來導致w音丟失的語音變化，使得此動詞現在式的詞幹母音發音也因此發生變化。
- cuman cymþ cōm cōmon cumen (意即「來」)

其中另一個不規則形式如下：
- niman nōm nōmon numen (意即「拿」)

在現代英語中，在所有「規則的」四類動詞中，其分詞形結尾的-n都依舊有所保留，不過在r之後，其r與n中間的e消失了。這個類別的動詞，其詞幹母音變化模式幾乎與以下的例子相同：
- break broke broken

現代英語中的四類動詞有bear、break、get、shear、speak、steal、swear、tear、tread、wake、weave等等，而come這個動詞則是分詞形結尾無-n且具有不規則母音變化的例子。get、speak、tread與weave等幾個動詞本為五類動詞，wake本為六類動詞，而swear本為七類動詞。
雖然to be這個動詞是個具有異幹互補現象且變化高度不規則的動詞，但其過去形變化模式遵循著四類變化的形式，並伴有語法子音變換的現象，同時在英語和荷蘭語中這個動詞保留著單眾數間的母音與子音交替的痕跡。古英語：，英語：was/were。對於be動詞整體的詞形變化模式和歷史方面的解釋，請見印歐系詞一文。
在古高地德語中，其變化模式如下：
- neman nimu nam nāmum ginoman (意即「拿」)

在現代德語中，此類動詞之過去形基於原本的單數過去形。由於在過去三類b子類和四類動詞唯一的差異在於眾數過去形，因此在現在，這兩類動詞的變化變得一樣。
- nehmen nahm genommen (意即「拿」)

Kommen這個動詞在其現在式中依舊有不規則的詞幹母音o存在(唯一些德語方言將此動詞發作kemmen)
- kommen kam gekommen (意即「來」)

現代德語中的四類動詞有brechen、gebären、nehmen、schrecken、sprechen、stechen、stehlen、treffen等，而kommen則是較為「不規則」者。
sein(意即「是」，系動詞)這動詞在古高地德語的過去形為was/wârum，但在現代德語中變作war/waren的形式。
在荷蘭語中，四類與五類動詞的過去單數形的詞幹母音依舊有區別，像例如與ik nam(意即「我拿」)相對應的眾數形為wij namen(而非*nammen)，這也就是說，(過去)單數形「短」母音在其相對應的眾數形中，為「長」母音[a]所取代。(請注意母音長短與書寫的雙子音的關係，此關係在荷蘭語正字法一文中有說明)故其變化模式如下：
- breken brak (braken) gebroken (意即「破」)

在komen這字的狀況下，其過去形的w依舊獲得保留。
- komen kwam (kwamen) gekomen (意即「來」)

荷蘭語的四類動詞有bevelen、breken、nemen、spreken、steken、stelen等，而komen則是較為「不規則」者。
wezen/zijn(意即「是」)依舊在其過去時的單數形和眾數形間展現了母音與子音交替：was/waren。
哥德語的例子如下：
- qiman qam qēmun qumans
- brikan brak brēkun brukans

## 五類動詞
五類(強變化)動詞，也就是司威特所謂的「give conjugation」，表示所有變音的詞幹母音後方接鼻音或流音以外其他種單一子音的動詞。在最開始時，此類動詞在分詞形以外的地方與四類動詞接近。此類動詞之下有一個稱作j-presents的子類，在此子類中，所有的現在時詞幹都產生變音的現象。
|              | 第一部份 | 第二部份 | 第三部份 | 第四部份 | 第五部份 |
| 變音的grade  | e        | e        | o        | ē        | e        |
| 原始印歐語   | e        | e        | o        | ē        | e        |
| 原始日耳曼語 | e        | i        | a        | ē        | e        |
| 古英語       | e        | i        | æ        |          | e        |
| 中古荷蘭語   | e        | e        | a        | ā        | e        |
| 古高地德語   | e        | i        | a        | ā        | e        |
| 哥德語       | i        | i        | a        | e        | i        |
| 古諾爾斯語   | e        | e        | a        | á        | e        |

在古英語中，其過去形詞幹和四類動詞一般，為。
- sprecan spricþ spræc  sprecen (意即「說」)
- cweþan cwiþþ cwæþ  cweden (意即「說」，即現代英語bequeath中的-queath，-queath其古舊形式的過去形為-quoth)

歷經西薩克森語雙母音化(West Saxon palatal diphthongization，此現象發生於古音語子音c和g之後)的形式：
- giefan geaf gēafon giefen (意即「給予」)

j-presents類的動詞
- biddan bæd  beden

縮略、「不規則」的形式：
- sēon sihþ seah sāwon sewen (意即「看見」)

在現代英語中，五類動詞已喪失了其內的一致性。
- eat ate eaten
- give gave given
- lie lay lain
- see saw seen
- sit sat sat

現代英語中的五類動詞有bid、eat、give、lie(此處為lie down的lie)、see、sit等。get、speak、tread、weave等在現代英語中轉為四類動詞。
在古高地德語中，此群動詞依舊有較高的一致性。geban為其變化的模型形式，對j-presents類的動詞則以bitten為其變化的模型形式。
- geban gibu gab gābum gigeban (意即「給予」)
- bitten bat bātum gibetan (意即「[問」)

在現代德語中，其形式和古高地德語相比，有著少許的改變：
- geben (gib) gab gegeben
- bitten bat gebeten

essen (意即「吃」)這動詞在古高地德語中的分詞形為giezzan；在中古高地德語中此形變為geezzen，並縮略為gezzen，之後又重新加上前綴而變為gegezzen的形式。
- essen (iss) aß gegessen

現代德語中的五類動詞有essen、geben、genesen、geschehen、lesen、messen、sehen、treten、vergessen等；j-presents類的動詞則為bitten、liegen、sitzen等。
在荷蘭語中，除過去時形式保存了如四類動詞當中一般的母音長短這點外，五類動詞的狀況如德語一般。
- geven gaf (gaven) gegeven
- bidden bad (baden) gebeden
- eten at (aten) gegeten

zien (意即「看見」)這動詞喪失了原有的/h/，這使得其詞幹與後方屈折變化的母音合而為一，此外其過去形亦呈現了/h/和/g/經歷子音交替後的形式，如下所見：
- zien zag (zagen) gezien

荷蘭語的五類動詞有eten、geven、genezen、lezen、meten、treden、vergeten等，「不規則」者有zien等；j-presents類的動詞有bidden、liggen、zitten等。
哥德語的例子如下：
- giban gaf gēbun gibans
- saiƕan saƕ sēƕun saiƕans

## 六類動詞
六類(強變化)動詞，也就是司威特所謂的「shake conjugation」，表示所有變音的詞幹母音在原始日耳曼語時期為*a的動詞，而這母音在原印歐語階段時可能為*h2e、*o或在子音中間的喉輔音(laryngeal consonant)在某些例子中，這a的母音可能是原印歐語變音中的a-grade的例子，雖然此說依舊具爭議性。就如同五類動詞般，此類動詞也有j-presents的子類。此類動詞的變化可和拉丁語的動詞facio(意即「我做」"I do")的不定形facere、主動直陳完成單數形fēci和被動完成分詞形factus等相互比較。
|              | 第一部份 | 第二部份 | 第三部份 | 第四部份 | 第五部份 |
| 變音的grade  | e        | e        | ō        | ō        | zero     |
| 原始印歐語   | a        | a        | ō        | ō        | a        |
| 原始日耳曼語 | a        | a        | ō        | ō        | a        |
| 古英語       | a        | æ        | ō        | ō        | a        |
| 中古荷蘭語   | ā        | ā        | u(e)     | u(e)     | ā        |
| 古高地德語   | a        | e        | uo       | uo       | a        |
| 哥德語       | a        | a        | o        | o        | a        |
| 古諾爾斯語   | a        | e        | ó        | ó        | a        |

在古英語中：
- scacan scæcþs scōc scōcon scacen (意即「震動」)
- faran færþ fōr fōron faren (意即「旅行」)
- sacan scæcþ sōc sōcon sacen (意即「爭吵」)

有縮略形式的動詞：
- slēan sliehþ slōg slōgon slægen (意即「打擊、殺死」)

j-presents形式(和其他一些不規則形式)的動詞：
- hebban hōf hōfon hafen (意即「舉起」)
- scieppan scōp scōpon scapen (意即「創造、新增」)
- swerian swōr swōron sworen (意即「發誓」)

(意即「站立」)這動詞在過去形中，有著失去-n-的不規則形式：
- standan stent stōd stōdon standen

在現代英語中，shake、take和forsake等的發音變化模式與原有的模式接近。stand這動詞中，其子音的不規則變化依舊可見，且此不規則變化亦影響了分詞形。
- shake shook shaken
- stand stood stood

現代英語中的六類動詞有draw、forsake、lade、shake、shape、shave、slay、stand、take等。(就如其他的強變化類別一般，六類動詞已失去了其一致性，且依據許多不同的模式分成許多變化類。)Swear現為四類動詞，另graven這個形容詞本為一個現已過時的動詞grave的過去分詞形。當注意的是，lade、shape、shave這幾個動詞，除了非必要使用的、源於強變化的過去分詞形(分別為laden、shapen和shaven)外，在現代英語中基本上為弱變化動詞。
在古高地德語中，此類動詞過去形的詞幹母音為雙母音uo：
- graban grebit gruob gruobum gigraban (意即「挖掘」)

j-presents類的動詞變化如下：
- heffen huob huobum gihaban (意即「舉起、拉起、提起」)

在現代德語中，uo單母音化成u：
- graben gräbt grub gegraben

然在j-presents類的動詞中，其過去形和分詞形的詞幹母音反變成了o，這可能是因對二類動詞的類推之故所造成的。
- heben hob gehoben

現代德語中的六類動詞有fahren、graben、laden、schaffen、schlagen、tragen、waschen等；另backen和fragen等亦屬此類，唯此些動詞現在通常都是弱變化動詞矣。j-presents類的動詞則有heben和schwören等。stehen(意即「站立」，其較早的變化形式分別為stund和gestanden)這動詞由standen這已消失的動詞而來的過去形和分詞形，亦從屬於此類。
在荷蘭語中，六類動詞的一般形式與德語接近：
- graven groef gegraven

然有三個j-presents類的動詞，其詞幹母音在過去形中為ie，且其分詞形分化成了三個各不相同的形式：
- scheppen schiep geschapen
- heffen hief geheven
- zweren zwoer gezworen (意即「發下誓言」)

荷蘭語的六類動詞有dragen、graven、slaan、varen等；而j-presents類的動詞則有heffen、scheppen、zweren等；另「半強變化」(過去形套用強變化模式，分詞形則套用弱變化者)動詞有jagen和vragen等
哥德語的例子如下：
- faran fōr fōrun farans

## 七類動詞
七類(強變化)動詞，也就是司威特所謂的「fall conjugation」。這類動詞的變化並非基於原印歐語詞幹母音變音(Indo-European ablaut )的。這類動詞的變化，在哥德語中以疊詞的形式呈現，在其他日耳曼語的分支中，則以不規則的變音模式呈現。在日耳曼語言中，疊詞形在過去形中的地位是個具爭議性的主題。有一種看法認為，七類動詞表示所有在過去形中以疊詞來構造過去形的一類至六類動詞；另一種看法則認為，每一個強變化類別中的所有動詞，最初都反映了原印歐語完成形中的疊詞形式，但略音化(haplology)的過程使得重複的音節在幾乎所有的動詞中消失，不過在現在形和過去形中詞幹母音沒有區別的動詞中，為使其現在形和過去形有所區別，因此其疊詞形保留了下來，而這就是七類動詞的來源。
這個情況並未持續。只有東日耳曼語族的語言(哥德語等)以疊詞做為七類動詞的過去形。以下以哥德語做例子。各動詞的不定形和過去單數形將會在下面每個例子中給出，其中疊詞的部份以粗體表示：
- falþan faífalþ faífalþ-un falþ-ans (意即「折疊」)
- slēpan saíslēp saíslēp-up slēp-ans (意即「睡」)
- háitan haíháit haíháit-un háit-ans (意即「稱作」)
- lētan laílōt laílōt-un lēt-ans (意即「讓」)

哥德語的七類動詞可再分為兩類─詞幹有母音交替者與詞幹無母音交替者。詞根無母音交替者之詞根母音可能為a(:)、ái、áu、e或o等。在現在形與過去形間有詞根母音交替者唯e ~ o與ai ~ o這兩組而已；當注意的是，o系母音亦在疊詞形式出現的同時一併出現，使其成為一冗贅的形式。
在哥德語以外的語言中，七類動詞的疊詞形式最後終究消失了。唯一些古英語及古諾爾斯語的方言中依舊有少數的疊詞形留存：
- OE hātan hēht (意即「呼叫」)
- OE rēdan reord (意即「勸導」)
- OE lācan leolc (意即「游動、跳躍」)
- ON sá seri (意即「播種」，同時伴隨著R音化(rhotacism)的現象)
- ON róa reri (意即「划」)
- ON snúa sneri (意即「轉」)

除了以上這些殘存的疊詞形外，在北日耳曼語言和西日耳曼語言中，七類動詞的疊詞形式最終是消失了。這些語言中這類動詞的母音變化較少，並有著足夠的一致性使其能被視為一個單一的變化類。
西日耳曼語言七類動詞的主要特徵如下：
- 現在形詞幹中可能有不同的母音，其母音為何則取決於過往其原屬的疊詞類。
- 現在形的詞幹母音在分詞形中再次出現。
- 過去形沒有單複數詞幹的分別。
- 在過去形中只有兩個可能的母音，而這使得此變化類可據此分成兩個子類。
- 在七類動詞的第一個子類中(即下所述之七類a子類)，北日耳曼語和西日耳曼語在此類動詞的過去形詞幹中ē2這個母音以區別本會有著一樣詞幹形式的現在形和過去形動詞。對於七類b子類動詞中過去形一般記作*eu的詞幹母音的起源，目前尚未有一致的共識，亦不知其與該類動詞現在形詞幹母音之間的變音關係。

在古英語中，其變化模式如下：
|           | 第一部份 | 第二部份                 | 第三部份 | 第四部份 | 第五部份 |
| 七類a子類 | x        | x + 詞幹母音變音(umlaut) | ē        | ē        | x        |
| 七類b子類 | x        | x + 詞幹母音變音         | ēo       | ēo       | x        |

七類a子類的範例：
- hātan  hēt hēton hāten (意即「呼叫」)
- slēp slēpon  (意即「睡」)

以下兩個七類a子類的動詞有著語法子音變換的現象，且其現在形詞幹為縮略形：
- fōn fēhþ fēng fēngon fangen (意即「抓住」)
- hōn hēhþ hēng hēngon hangen (意即「掛」)

七類b子類的範例：
- feallan fielþ fēoll fēollon feallen (意即「落」)
- healdan hielt hēold hēoldon healden (意即「握」)
- cnāwan  cnēow cnēowon cnāwen (意即「知道」)
- grōwan grēwþ grēow grēowon grōwen (意即「成長」)
- hlēapan hlīap hlēop hlēopon hlēapen (意即「跑、跳躍」)

在現代英語中，此類動詞已失去了其一致性：
- fall fell fallen
- hang hung hung (當注意的是，當此動詞表「藉繫繩圈於頸部將某人懸起時」的及物涵義時，此動詞一般為規則變化)
- hold held held
- throw threw thrown

現代英語中的七類動詞有beat、blow、fall、hew、grow、hang、hold、know、throw等
相似的兩個子類亦出現於古高地德語中，縱然它們和古英語的那兩個子類並不完全相似：
|           | 第一部份 | 第二部份                 | 第三部份 | 第四部份 | 第五部份 |
| 七類a子類 | x        | x + 詞幹母音變音(umlaut) | ia       | ia       | x        |
| 七類b子類 | x        | x + 詞幹母音變音         | io       | io       | x        |

七類a子類的變化模式如下：
- haltan hialt hialtum gihaltan (意即「握、停止」)

七類b子類的變化模式如下：
- loufan liof liofum giloufan (意即「跑」)

在現代德語中，此類動詞的變化遵循著x-ie-x這個模式：
- halten (hält) hielt gehalten (意即「握、停止」)
- laufen (läuft) lief gelaufen (意即「跑」)

唯德語中，此類有兩個較不規則的動詞，其現在形拋棄了其原有的歷經語法子音變換後的形式，其過去形的詞幹母音也變成了短母音：
- fangen (fängt) fing gefangen (「捕；捉」)
- hängen (hängt) hing gehangen (意即「掛」)

現代德語中的七類動詞有blasen、braten、fallen、halten、heißen、lassen、laufen、raten、rufen、schlafen、stoßen等；fangen和hängen則為其中較不規則形式。
構成德語gehen(意即「去」，其過去形和分詞形分別為ging和gegangen)這動詞過去形和分詞形的、已消失的動詞gangen亦從屬於此類。
在中古荷蘭語與現代荷蘭語中，此類動詞與德語的非常相似：
- lopen liep gelopen
- hangen hing gehangen

荷蘭語在與英語to hold相對應的動詞之中，其-old-中的L消失，而其詞幹母音則雙母音化：
- 'houden hield gehouden

荷蘭語的七類動詞有blazen、laten、lopen、raden*、roepen、slapen、stoten*、vallen等；而hangen、vangen、houden等則為其較不規則的形式(加上*號註名的動詞在現在為「半強變化」，故其變化為raden raadde geraden以及stoten stootte gestoten)
在較古早的荷蘭語語法中，像例如在布里爾(Brill)的著作中，荷蘭語的七類動詞又可分成以下的幾類：
七類動詞
/ɑn/ - /ɪn/ - /ɑn/
例vangen - ving - gevangen
八類動詞
/a/ - /i/ - /a/
例slapen - sliep - geslapen
九類動詞
/o/ - /i/ - /o/
例lopen - liep - gelopen
十類動詞
e(i) - ie - e(i)
此類動詞目前已絕跡，而uitscheiden的變化uitscheiden - scheed uit - uitgescheiden為其唯一留存的痕跡。

## 腳註
1. ↑  "Languages: Icelandic: gefa." Verbix. N.p., 2010. Web. 22 Mar. 2010. <http://www.verbix.com/webverbix/go.php?D1=28&T1=gefa&H1=128 （页面存档备份，存于）>.
2. ↑  例子：*aka- < *h2ego- (意即「駕駛」)、*mala- < *molh2o- (意即「磨、碾」), *habja- (意即「抬、舉」) < *kh2pio- (意即「抓握」)。相關內容可見Ringe 2006, p.188.

## 參照
- Alfred Bammesberger, Der Aufbau des germanischen Verbalsystems, Heidelberg 1986.
- Cornelius van Bree, Historische grammatica van het Nederlands, Dordrecht 1987.
- W. G. Brill, Nederlandsche spraakleer; ten gebruike bij inrichtingen van hooger onderwijs, Leiden 1871
- Frans van Coetsem, Ablaut and Reduplication in the Germanic Verb (=Indogermanische Bibliothek. vol 3), Heidelberg: Winter Verlag, 1993, ISBN 3-8253-4267-0.
- Jerzy Kuryłowicz and Manfred Mayrhofer, Indogermanische Grammatik, Heidelberg 1968/9.
- Marcin Krygier, The Disintegration of the English Strong Verb System, Frankfurt c.1994.
- Richard Hogg, A Grammar of Old English, Oxford 1992.
- Wilhelm Braune, revised by Walther Mitzka, Althochdeutsche Grammatik, Tübingen 1961.
- Donald Ringe, From Proto-Indo-European to Proto-Germanic, Oxford 2006.